# 1749 en arts plastiques
| Années des arts plastiques : 1746 - 1747 - 1748 - 1749 - 1750 - 1751 - 1752    |
| Décennies des arts plastiques : 1710 - 1720 - 1730 - 1740 - 1750 - 1760 - 1770 |

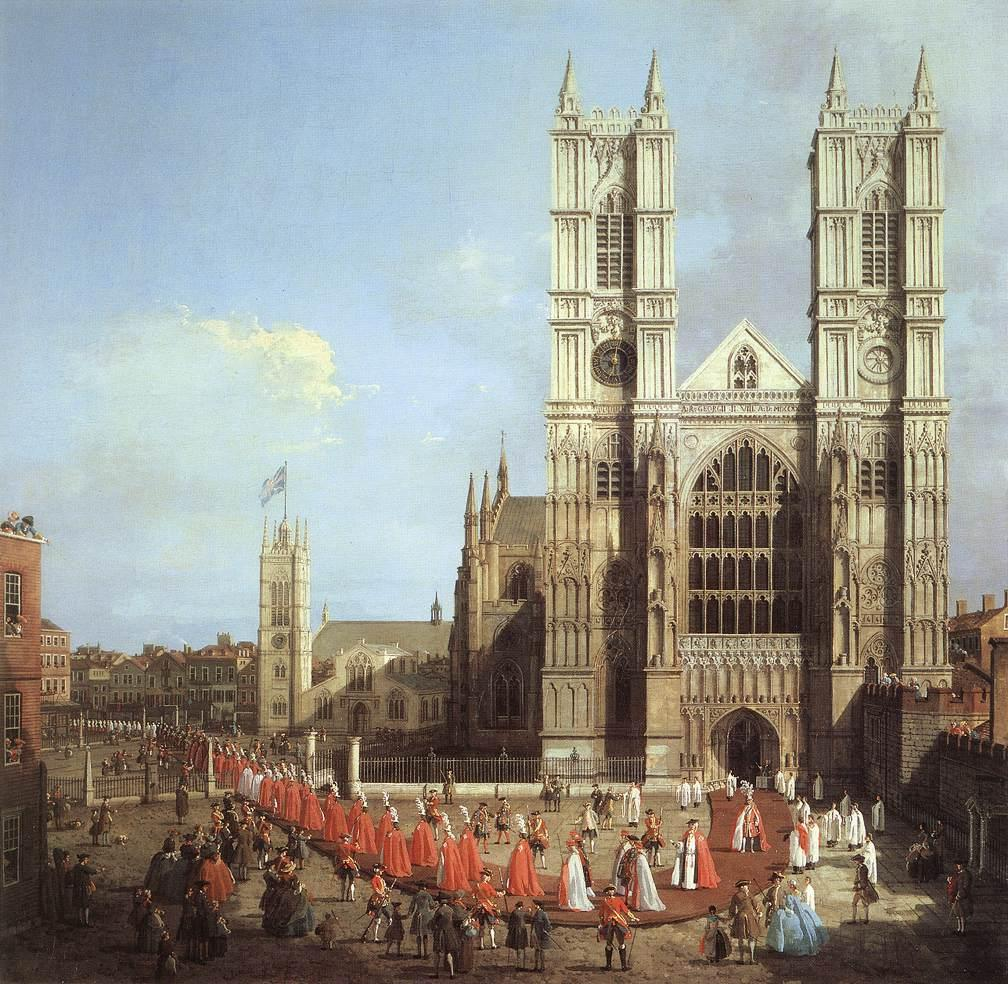
Procession des chevaliers de l’Ordre du Bain devant l’abbaye de Westminster, de Canaletto.

Cette page concerne l'année 1749 en arts plastiques.

## Œuvres
- Un automne pastoral peint par François Boucher

## Naissances
- 11 avril : Adélaïde Labille-Guiard, peintre, miniaturiste et pastelliste française († 24 avril 1803),
- 29 avril : Heinrich Guttenberg, graveur allemand († 16 janvier 1818),
- 17 septembre :  Juan Agustín Ceán Bermúdez, peintre, historien et critique d'art espagnol († 3 décembre 1829),
- 1er octobre : Noël Pruneau, dessinateur et graveur sur cuivre français († 19 janvier 1802),
- 25 décembre : Pierre Noël Violet, peintre et graveur français († 9 décembre 1819),
- ? :
  - Paolo Borroni, peintre italien († 1819),
  - Thomas Daniell, peintre britannique († 19 mars 1840),
  - James Peale, peintre américain († 24 mai 1831).

## Décès
- 27 janvier : Nicolas-Henri Tardieu, graveur français (° 18 janvier 1674),
- 31 janvier : Donato Creti, peintre rococo italien de l'école bolonaise (° 24 février 1671),
- 8 février : Jan van Huysum, peintre néerlandais (° 5 avril 1682),
- 12 mars : Alessandro Magnasco, peintre rococo italien de l'école génoise (° 4 février 1667),
- 22 ou 23 avril : Nikolaus Gottfried Stuber, peintre baroque allemand (° 15 janvier 1688),
- 28 mai : Pierre Subleyras, peintre français (° 25 novembre 1699),
- 13 juin : Jan Frans van Bloemen, peintre  flamand (° 12 mai 1662).